# Lisa Bruijnincx
Lisa Bruijnincx (Gouda, 6 de agosto de 2001) es una deportista neerlandesa que compite en remo. Ganó una medalla de bronce en el Campeonato Europeo de Remo de 2025, en la prueba de cuatro scull.

## Palmarés internacional
| Campeonato Europeo | Campeonato Europeo | Campeonato Europeo | Campeonato Europeo |
| Año                | Lugar              | Medalla            | Prueba             |
| ------------------ | ------------------ | ------------------ | ------------------ |
| 2025               | Plovdiv (Bulgaria) | Medalla de bronce  | Cuatro scull       |